# Festività nell'antica Grecia
Il calendario civico-religioso greco si articolava in dodici mesi. Pur condividendo spesso "nomi comuni", ogni póleis ne possedeva uno proprio. Tale calendario segnava soprattutto i momenti sacrificali, quindi le "feste" (ἑορταὶ heortaí), che li caratterizzavano. Il mese di questo calendario è di tipo "lunare" e corrisponde all'evolversi delle diverse fasi della luna. I nomi dei diversi calendari cittadini hanno sempre corrispondenze con i nomi delle divinità o delle festività.
Il calendario che meglio conosciamo è quello attico, quindi quello relativo ad Atene, che risale al periodo della riforma di Solone e all'intervento di Nicomaco (V secolo a.C.) che, su scelta popolare, fu incaricato di stilarlo indicandone i momenti sacrificali.
Il calendario attico si svolgeva nella seguente suddivisione mensile:
| Estate (Θέρος)       | Estate (Θέρος)                            | Estate (Θέρος)    | Feste ed eventi religiosi |
| -------------------- | ----------------------------------------- | ----------------- | --- |
| 1                    | Ecatombeone Hekatombaión (Ἑκατομϐαιών)    | luglio-agosto     | Primo mese che si avvia dal solstizio d'estate. Prende il nome dalla festa di Apollo, celebrata il 7º giorno, in cui veniva offerta un'ecatombe in onore del Dio. Il 12º giorno venivano festeggiate le Kronia (Κρόνια) quando gli schiavi e i loro padroni banchettavano insieme in ricordo del periodo aureo di Kronos, quando gli uomini non faticavano per ottenere il cibo e l'eguaglianza era diffusa sulla terra. Il 16º giorno venivano celebrate le "Sinècie" in ricordo dell'opera fondativa di Teseo, originata dal sinecismo. Dal 21º giorno sia avviavano le celebrazioni delle Panatenee, la festa più importante in Atene in onore di Atena Polias (Πολιάς, Protettrice della città). |
| 2                    | Metagitnione Metageitnión (Μεταγειτνιών)  | agosto-settembre  | Era il mese in cui si inaugurava l'anno finanziario (con le rendicontazioni) e terminava l'anno militare. In questo mese si celebravano le Metagìtnie in onore di Apollo Metagìtnio (Μεταγείτνιος), una festa per propiziare l'unione delle comunità. Le Eleusìnie (Έλευσίνια), in onore di Demetra e che vanno distinte dai "Misteri eleusini", venivano celebrate, le "Grandi" ogni quattro anni, mentre le "Piccole" ogni due. Esse consistevano in agoni il cui premio veniva corrisposto in grano. Il mese di Metageitnión è presente anche nei calendari di Delo, Èfeso, Samo e Mileto. |
| 3                    | Boedromione Boedromión (Βοηδρομιών)       | settembre-ottobre | In questo mese, il 7º giorno, si celebravano le Boedromie dove si festeggiava Apollo Boedromio (Βοηδρόμιος), probabilmente per commemorare la vittoria di Teseo sulle Amazzoni o anche quella di Eretteo contro Eleusi. Quindi collegata con le celebrazioni, il 6º giorno, in onore di Artemide Agrotera (Ἀγροτέρα), per commemorare la battaglia di Maratona. In questo mese venivano celebrati i Grandi Misteri di Eleusi, con cerimonie religiose che si svolgevano durante l'arco di 8 giorni a partire dal 15 del mese. Il mese di Boedromión è presente anche nei calendari di Rodi, Chio, Calimno, Cnido, Lampsaco, Olbia e Priene. |
| Autunno (Φθινόπωρον) |                                           |                   | |
| 4                    | Pianepsione Pyanopsión (Πυανεψιών)        | ottobre-novembre  | Era il mese della vendemmia. In questo mese, il 7º giorno, si celebravano, susseguendosi, due festività religiose: le Pianèpsie e le Oscoforie. Dal 6º al 9º giorno, con il culmine l'8º giorno, venivano celebrate le Tesee. Le Tesmoforie, le importanti feste panelleniche, si celebravano dall'11º al 13º giorno in onore di Demetra Tesmofora. Le Apatùrie, la festa di coloro che possedevano il medesimo "capostipite", era il modo di celebrare l'iscrizione degli efèbi alla propria fratria dall'11º al 13º giorno, periodo in cui la navigazione veniva sospesa. Le Efèstie, le feste in onore di Efesto si celebravano, forse, il 28º giorno e ogni cinque anni. |
| 5                    | Maimacterione Maimakterión (Μαιμακτηριών) | novembre-dicembre | In questo mese, intorno al 20º giorno, venivano celebrate le feste in onore di Zeus Maimáktes (Μαιμάκτης, Impetuoso). |
| 6                    | Posideone Poseideón (Ποσειδεών)           | dicembre-gennaio  | In questo mese venivano celebrate le festività dette "Dionisie rurali" in onore di Dioniso e in ringraziamento per il raccolto agricolo. Altra festa celebrata verso la fine del mese era quella in onore di Demetra e di altre divinità di Eleusi: l'Aloe (Αλῷα), consistente in sacrifici e banchetti, in particolare quelli riservati alle donne (sposate e cortigiane) in cui si beveva vino. |
| Inverno (Χεῖμα)      |                                           |                   | |
| 7                    | Gamelione Gamelión (Γαμηλιών)             | gennaio-febbraio  | In questo mese si celebravano le feste Gamelie (Γαμηλία), feste private che coinvolgevano gli sposi novelli ed erano in onore di Era "Gamelia" (dea del matrimonio). Altra festa celebrata in questo mese, a partire dal 12º giorno e fino al 15°, erano le Lenee, in onore di Dioniso Leneo. Organizzate dal basilèus, le Lenee consistevano in agoni teatrali e in una processione indirettamente collegata ai Misteri di Eleusi. |
| 8                    | Antesterione Anthestérion (Ἀνθεστηριών)   | febbraio-marzo    | In questo mese, dall'11º al 13º giorno, si tenevano le "Antesterie" (Ἀνθεστήρια), un'antica festa che in cui si celebrava il "vino nuovo" e si evocavano gli antenati. Il primo giorno, indicato come Πιθοιγία ("apertura dei πίθοι, phìtoi", le giare di terracotta in cui si manteneva il vino, οἶνος), si inneggiava a Dioniso con un corteo che portava l'offerta del "vino nuovo" al santuario del Dio appellato come Λιμναιος ("Dioniso della palude"). Il secondo giorno, indicato come Χόες (boccali panciuti), il santuario di Dioniso Limnaios veniva aperto (era l'unico giorno in cui questo santuario risultava aperto) e la sua immagine veniva introdotta in città per mezzo di un carro e quindi si procedeva al suo matrimonio sacro (ἱερὸς γάμος) con la sposa (βασίλισσα) dell'arconte basilèus (Ἄρχων Βασιλεύς), cui seguivano delle bevute collettive, indossando anche delle maschere, da boccali della portata di oltre due litri sotto forma di gare in cui era proibito parlare e vinceva chi li svuotava per primo. Anche se festoso, questo giorno, il 12 di Anthestérion (come gli altri giorni iniziava al tramonto e terminava al tramonto), restava un giorno di contaminazione (ἡμέρα μιαρά) con la morte: tutti i santuari erano chiusi, si spalmava la pece sugli ingressi e si acquistava un ramo di biancospino per tenere lontani gli "spiriti" degli antenati che potevano penetrare nelle abitazioni. Il terzo ed ultimo giorno era quello delle Χύτροι (Pentole), quando si cuocevano i cereali con il miele e si sacrificava a Ermes Chthonios (Χθόνιος) e Psychompos (Ψυχοπομπóς), allontanando così gli "spiriti" che avevano invaso la città. In questo mese, nella località di Agra (sobborgo di Atene), venivano eseguiti anche i "Piccoli Misteri" di Eleusi. Collegati al mito eziologico della purificazione di Eracle dopo che questi ebbe ucciso i Centauri, i "Piccoli Misteri" consistevano in digiuni e purificazioni guidati da un mistagogo (μυσταγωγός) ed eseguiti preliminarmente alla celebrazione dei Grandi Misteri di Eleusi. |
| 9                    | Elafebolione Elaphebólion (Ἑλαφηϐολιών)   | marzo-aprile      | Questo è il mese delle feste "Elafebòlie" (Ελαϕηβόλια) quando si celebrava Artemide Elaphebólos (Ἐλαϕηβόλος, "Cacciatrice di cervi"), festa anche in Iampoli (Υάμπολις, nella Focide). In questo mese, a partire dal 9º giorno e per la durata di quattro giorni, si festeggiavano le "Grandi Dionisie" (Διονύσια) (anche Dionisie cittadine), che dopo le Panatenee risultavano la più importante festa ateniese e che consistevano in un imponente corteo aperto da giovani vergini e in agoni poetici e teatrali. Le Grandi Dionisie onoravano Dioniso Eleuthereus (Ελευθέριος), culto introdotto ad Atene dopo l'annessione della città di Eleutere. Il 7° o l'8º giorno del mese, la statua lignea del Dio veniva condotta in un santuario presso l'Accademia per poi essere reintrodotta ad Atene con un corteo notturno alla luce delle fiaccole, questo per ricordare l'introduzione del suo culto nella città. Il 9 di Elaphebólion un imponente corteo sacro, consistente anche in "falloforie", introduceva nel santuario del Dio le vittime per i sacrifici e i coreghi (χορηγός ovvero i responsabili della coregia, χορηγία, quella liturgia consistente nel finanziamento e nell'organizzazione della varie rappresentazioni ditirambiche e teatrali sacre e dei loro sacri agoni) incoronati e vestiti di porpora. Il primo giorno avevano luogo le esecuzioni ditirambiche, nei successivi tre giorni quelle teatrali (consistenti in tre tragedie e in una commedia). |
| Primavera (Ἔαρ)      |                                           |                   | |
| 10                   | Munichione Munichión (Μουνιχιών)          | aprile-maggio     | In questo mese, il 16º giorno, si celebravano le feste "Munichie" (Μουνιχία) in onore di Artemide Μουνιχία (Munichia, così appellata per il nome del suo santuario eretto sul colle che sovrastava l'omonimo porto, Μπυνύχιος λιμήν, di Atene). In questo mese, il 6º giorno, venivano celebrate anche le "Delfinie" (Δελϕίνια), feste celebrate anche in altre località della Grecia. In questa occorrenza ad Atene veniva ricordato Teseo il quale, prima del viaggio verso Creta, si presentò al santuario di Apollo in Atene (detto per l'appunto Δελφίνιoν dall'epiteto del Dio, Δελφινιος, dei delfini, dopo che Apollo prese le sembianze di un delfino per guidare una nave di cretesi fino a Delfi dove questi assunsero il compito di suoi sacerdoti) ove depose, come un supplice, un sacro ramo d'olivo avvolto in bianche bende di lana, gesto compiuto in sua memoria ogni anno da fanciulle adornate. Le "Eantee" (Αἰάντεια) venivano celebrate in onore di Aiace Telamonio (Αἴας Τελαμώνιος) consistenti in sacrifici in onore dell'eroe e in una regata di giovani ateniesi nel mare di fronte a Salamina. |
| 11                   | Targelione Thargelión (Θαργηλιών)         | maggio-giugno     | In questo mese, il 6º e il 7º giorno, si celebravano le "Targelie" (θαργήλια), feste in onore di Apollo quando due uomini, uno in rappresentanza degli uomini e un altro in rappresentanza delle donne, assumevano su di sé tutte le colpe dei cittadini (acquisendo così lo stato di φαρμακός, uomo "magico") e quindi venivano condotti in corteo per la città e percossi, forse sui genitali, lungo il percorso con rami di albero di fico o porri e quindi espulsi come empi. Nello stesso giorno si celebravano sacrifici a Demetra Χλοη (Verde, Germogliata). Il giorno successivo si sacrificavano sette pani indicati come θαργήλοι, preparati con le primizie delle spighe, e offerti ad Apollo unitamente alla organizzazione di canti e musiche allo scopo di allontanare il male dalla città e dalle messi. Nello stesso mese, il 19º giorno, venivano celebrate le "Bendidie" (βενδίδεια) feste in onore di Bendis (Βενδῖς) la dea di origine tracia accolta ad Atene nel V secolo a.C. Tale festa prevedeva due cortei sacri, uno composto dai cittadini Ateniesi e l'altro da Traci, una corsa notturna a cavallo con le fiaccole e infine una veglia (παννυχίς). |
| 12                   | Sciroforione Skirophorión (Σκιροφοριών)   | giugno-luglio     | È il mese in cui, il 12º giorno, venivano celebrate le "Scire" (Σκιρα anche Scriforie Σκιροφόρια, ma quest'ultimo termine è tardo), in onore di Demetra e della figlia Persefone. In questo giorno la sacerdotessa di Atena Poliàs (Πολιάς) e il sacerdote di Posidone Erechtheus (Ἐρεχθεύς) raggiungevano insieme, incedendo solennemente sotto un grande bianco parasole (σκίρον) la località di Sciro, posta lungo la via per Eleusi, forse per ricordare la morte del mitico re ateniese, Eretteo (Ἐρεχθεύς), caduto in battaglia contro gli Eleusini. Durante questa festa si gettavano dei porcellini dentro alcune cavità della terra, i cui corpi venivano recuperati e utilizzati durante i riti per le Tesmoforie. Sempre in questo mese venivano celebrate le "Arreforie" (ἀρρηϕορίαι) quando due giovani aristocratiche, che avevano appena terminato il servizio quinquennale al santuario di Atena Polias, trasferivano, lungo un percorso sotterraneo, alcuni oggetti misterici al santuario di Afrodite. In questo mese, il 14º giorno, nel corso delle festività "Dipòlie" (Διιπόλια) in onore di Zeus Polieús (Πολιεύς) veniva celebrato il rito delle Bufonie (Βουϕόνια) quando il sacerdote di Zeus Polieús (Πολιεύς), detto per l'appunto Βουϕόνος, uccideva con un colpo d'ascia quel toro che, dopo una sacra processione di tori fino all'Acropoli e dopo una loro circumambulazione intorno all'altare, per primo si accostava alle offerte lì deposte e consistenti in pani. Dopo l'uccisione sacrificale il Βουϕόνος fuggiva. A quel punto, gli altri presenti alla cerimonia macellavano l'animale e celebravano un banchetto sacrificale accusandosi reciprocamente dell'uccisione del toro, fino ad accusare l'ascia e il coltello sacrificale che, infine, ritenuto colpevole, veniva gettato in mare. La pelle del toro così sacrificato veniva impagliata e quindi riportata simbolicamente in vita come per riparare all'uccisione sacrificale. Lo stesso giorno delle feste Dipòlie venivano celebrate, ma al Pireo, anche le "Disoterie" (Δισωτήρια) in onore di Zeus Sotér (Σωτήρ, Salvatore) e di Atena Sóteira (Σώτειρα, Salvatrice). Tale festa aveva poi una sua continuazione, con sacrifici di buoi a queste due divinità, alla fine del mese, allo scopo di mettere sotto protezione delle divinità "salvatrici" il nuovo anno che doveva iniziare. |